# Reinhard Alber
Reinhard Alber   (Singen, 6 de febrer de 1964) va ser un ciclista alemany. Es va especialitzar en el ciclisme en pista, on va guanyar la medalla de bronze als Jocs Olímpics de Los Angeles.

## Palmarès
- 1981
  -  Campió del món júnior en Persecució
- 1984
  -  Medalla de bronze als Jocs Olímpics de Los Angeles en Persecució per equips (amb Roland Günther, Rolf Gölz i Michael Marx)
  -  Campió d'Alemanya en Madison (amb Gerhard Strittmatter)
- 1987
  -  Campió d'Alemanya amateur en persecució
  -  Campió d'Alemanya amateur en persecució per equips
- 1989
  -  Campió d'Alemanya amateur en persecució per equips